# مائورو سیا
مائورو سیا (اسپانیایی: Mauro Cía‎؛ زادهٔ ۱۲ ژوئن ۱۹۱۹ - درگذشت نامشخص) بوکسور اهل آرژانتین بود.